# Panagiotis Glykos
Panagiotis Glykos (řecky Παναγιώτης Γλύκος; * 3. června 1986, Volos, Řecko) je bývalý řecký fotbalový brankář a reprezentant.

## Klubová kariéra
Glykos hrál v Řecku za Olympiakosu Volos, PAOK FC a Agrotikos Asteras FC.

## Reprezentační kariéra
V A-mužstvu Řecka debutoval 5. března 2014 proti týmu Jižní Korey.
Zúčastnil se Mistrovství světa 2014 v Brazílii, kam jej nominoval portugalský trenér Fernando Santos. Zde Řekové dosáhli svého historického maxima. Poprvé na světových šampionátech postoupili do osmifinále (ze základní skupiny C), tam byli vyřazeni Kostarikou v penaltovém rozstřelu poměrem 3:5 (stav po prodloužení byl 1:1). Glykos chytal pouze v zápase základní skupiny proti Pobřeží slonoviny (výhra 2:1), kdy střídal ve 24. minutě zraněnou jedničku Orestise Karnezise.